# 2014년 동계 패럴림픽 대한민국 선수단
2014년 동계 패럴림픽에 참가한 대한민국 선수단이다.

## 참가 종목
- 알파인스키
- 크로스컨트리 스키
- 휠체어 컬링
- 아이스 슬레지 하키

## 메달 집계

### 종목별 참가 선수 및 메달 수
| 종목               | 참가 선수 | 1 | 2 | 3 | 메달 합계 |
| ------------------ | --------- | - | - | - | --------- |
| 아이스 슬레지 하키 | 17        |   |   |   |           |
| 알파인 스키        | 3         |   |   |   |           |
| 크로스컨트리 스키  | 2         |   |   |   |           |
| 휠체어 컬링        | 5         |   |   |   |           |
| 합계               | 27        | 0 | 0 | 0 | 0         |

## 같이 보기
- 2014년 동계 올림픽 대한민국 선수단